# Seseli rubellum
Seseli rubellum är en flockblommig växtart som beskrevs av George Edward Post. Seseli rubellum ingår i släktet säfferötter, och familjen flockblommiga växter. Inga underarter finns listade i Catalogue of Life.